# Schäftlarn
Schäftlarn è un comune tedesco di 5 451 abitanti, situato nel Circondario di Monaco di Baviera, nel land della Baviera.
Vi si trova l'imponente abbazia benedettina di Schäftlarn, fondata nel 762, giunta ad oggi nelle forme della ristrutturazione avvenuta nel XVIII secolo.